# Priestess (Band)
Priestess ist eine kanadische Stoner-Rock-Band aus Montreal.

## Geschichte
Mikey Hepper gründete 2003 die Band Priestess, nachdem sich die "Dropouts" aufgelöst hatten, da drei der Mitglieder The Stills gründeten.
Bereits mit ihrem ersten Album Hello Master erreichte Priestess eine gewisse Bekanntheit in Kanada und den USA. Lay Down, einer der Titel des Albums, wurde 2007 ins Videospiel Guitar Hero 3 aufgenommen.
Nach Schwierigkeiten bei der Aufnahme veröffentlichte Priestess 2009 ihr zweites Album "Prior to the Fire", aus dem auch nur eine Single ausgekoppelt wurde.
In Europa ist die Band weiterhin relativ unbekannt.

## Diskografie

### Studioalben
- Hello Master (28. September 2007; Red Ink (rough trade))
- Prior to the Fire (20. Oktober 2009 (Kanada),5. Februar 2010 (USA); (Tee Pee Records / Cargo Records))

## Musikvideos
- Run Home (2006)
- Lay Down (2006)
- Talk to Her (2006)
- Blood (2007)
- I Am the Night, Colour Me Black (2007)
- Lady Killer (2010)